# Thailändische Fußballnationalmannschaft (U-20-Männer)
Die thailändische Fußballnationalmannschaft der U-20-Männer ist die Auswahl thailändischer Fußballspieler der Altersklasse U-20, die die Football Association of Thailand auf internationaler Ebene, beispielsweise in Freundschaftsspielen gegen die Junioren-Auswahlmannschaften anderer nationaler Verbände, aber auch bei der U-20-Asienmeisterschaft des Kontinentalverbandes AFC oder der U-20-Weltmeisterschaft der FIFA repräsentiert. 

## Teilnahme an Junioren- und U-20-Weltmeisterschaften
- 1977 bis 2025 – nicht qualifiziert

## Teilnahme an U-20-Asienmeisterschaften
(bis 2006 Junioren-Asienmeisterschaft)
| 1959 | 5. Platz           |
| 1960 | Vorrunde           |
| 1961 | 3. Platz           |
| 1962 | Sieger             |
| 1963 | 3. Platz           |
| 1964 | Vorrunde           |
| 1965 | Vorrunde           |
| 1966 | 3. Platz           |
| 1967 | Viertelfinale      |
| 1968 | Vorrunde           |
| 1969 | Sieger             |
| 1970 | Vorrunde           |
| 1971 | Vorrunde           |
| 1972 | 4. Platz           |
| 1973 | Viertelfinale      |
| 1974 | 4. Platz           |
| 1975 | nicht teilgenommen |
| 1976 | 3. Platz           |
| 1977 | nicht teilgenommen |
| 1978 | nicht teilgenommen |
| 1980 | 4. Platz           |
| 1982 | nicht qualifiziert |
| 1985 | 4. Platz           |
| 1986 | nicht qualifiziert |
| 1988 | nicht qualifiziert |
| 1990 | nicht qualifiziert |
| 1992 | Vorrunde           |
| 1994 | 3. Platz           |
| 1996 | Vorrunde           |
| 1998 | Vorrunde           |
| 2000 | Vorrunde           |
| 2002 | Vorrunde           |
| 2004 | Vorrunde           |
| 2006 | Vorrunde           |
| 2008 | Vorrunde           |
| 2010 | Vorrunde           |
| 2012 | Vorrunde           |
| 2014 | Viertelfinale      |
| 2016 | Vorrunde           |
| 2018 | Viertelfinale      |
| 2023 | nicht qualifiziert |
| 2025 | Vorrunde           |

## Ehemalige Spieler
- Anon Amornlerdsak (2015–2016, A-Nationalspieler)
- Chanathip Songkrasin (2011–2012, A-Nationalspieler)
- Kawin Thammasatchanan (2008–2009, A-Nationalspieler)
- Kroekrit Thaweekarn (2008–2009, A-Nationalspieler)
- Narubadin Weerawatnodom (2011–2012, A-Nationalspieler)
- Peerapat Notchaiya (2011–2012, A-Nationalspieler)
- Sarach Yooyen (2009–2010, A-Nationalspieler)
- Sarawut Masuk (2007, A-Nationalspieler)
- Sinthaveechai Hathairattanakool (2000–2001, A-Nationalspieler)
- Supachok Sarachat (2015–2016, A-Nationalspieler)
- Suphanat Mueanta (2018–2019, A-Nationalspieler)
- Tanaboon Kesarat (2011–2012, A-Nationalspieler)
- Teerasil Dangda (2005–2006, A-Nationalspieler)
- Theerathon Bunmathan (2008–2009, A-Nationalspieler)
- Thitipan Puangchan (2009–2010, A-Nationalspieler)
- Worachit Kanitsribampen (2015–2016, A-Nationalspieler)